# Squalodon
Squalodon (gr. "diente de tiburón") es un género extinto de cetáceos odontocetos perteneciente a la superfamilia Squalodontoidea y a la familia Squalodontidae.
En un principio fue considerado un dinosaurio iguanodóntido, pero posteriormente fue reclasificado entre los cetáceos. El nombre Squalodon proviene de Squalus, un género de tiburones.

## Descripción

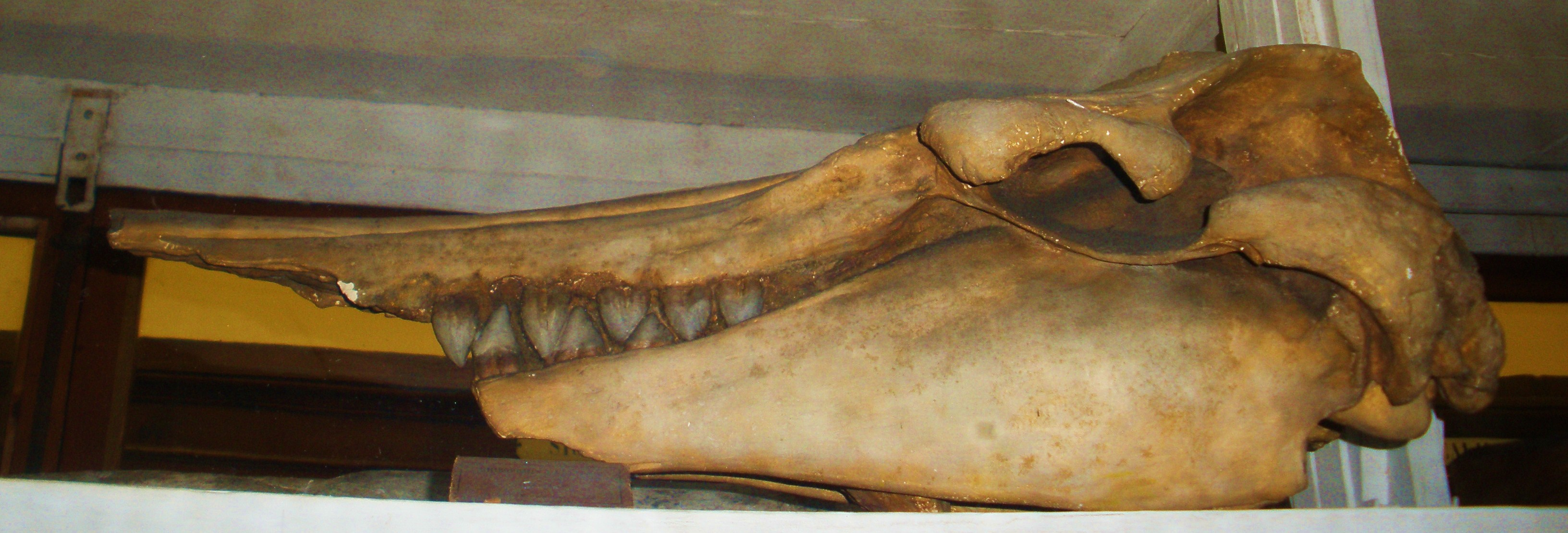
Cráneo de Squalodon bariensis.

El género existió desde principios del Oligoceno hasta mediados del Mioceno entre 38 y 14 millones de años, aunque algunos restos fragmentarios podrían corresponder al Mioceno Superior(8 millones de años). Su dentadura se caracteriza por presentar heterodoncia, es decir, poseen dientes de diferentes formas a diferencia de los actuales delfines u orcas, y demás odontocetos actuales, lo cual constituye un primitivo rasgo dentro del grupo. Los molares de estos cetáceos, recuerdan por su aspecto a los dientes de tiburón, lo que da el nombre al grupo y son similares a los de los arqueocetos. Sin embargo, osteológicamente el cráneo ya presenta adaptaciones a la ecolocación a diferencia de los arqueocetos. Se ha sugerido que este grupo está estrechamente relacionado con los delfines de río actuales e incluso algunos autores los han incluido a ambos en una misma locación filogenética. No obstante existen marcadas diferencias y no se conoce adecuadamente la distribución de este grupo. En el caso de América solo se conocen algunos restos en Costa Rica, posibles ejemplos en estratos del Oligoceno y Mioceno Inferior encontrados al sur de Chile (golfo de Arauco). Sus fósiles han sido hallados en numerosos lugares de la costa Atlántica, en Europa, Estados Unidos, Brasil, Argentina, etc, y queda por establecer la posible incursión en el Pacífico del grupo ante la inexistencia del Istmo de Panamá hasta el Plioceno.